# Plagiopsetta
Plagiopsetta is een geslacht van straalvinnige vissen uit de familie van schollen (Samaridae).

## Soorten
- Plagiopsetta glossa Franz, 1910
- Plagiopsetta gracilis Mihara & Amaoka, 2004
- Plagiopsetta stigmosa Mihara & Amaoka, 2004